# Martinelli Antal
Martinelli Antal (Rimaszombat, 1851. november 30. – Budapest, 1917. augusztus 8.) magyar szobrász, festő, főiskolai tanár. Martinelli Jenő szobrász édesapja.

## Élete

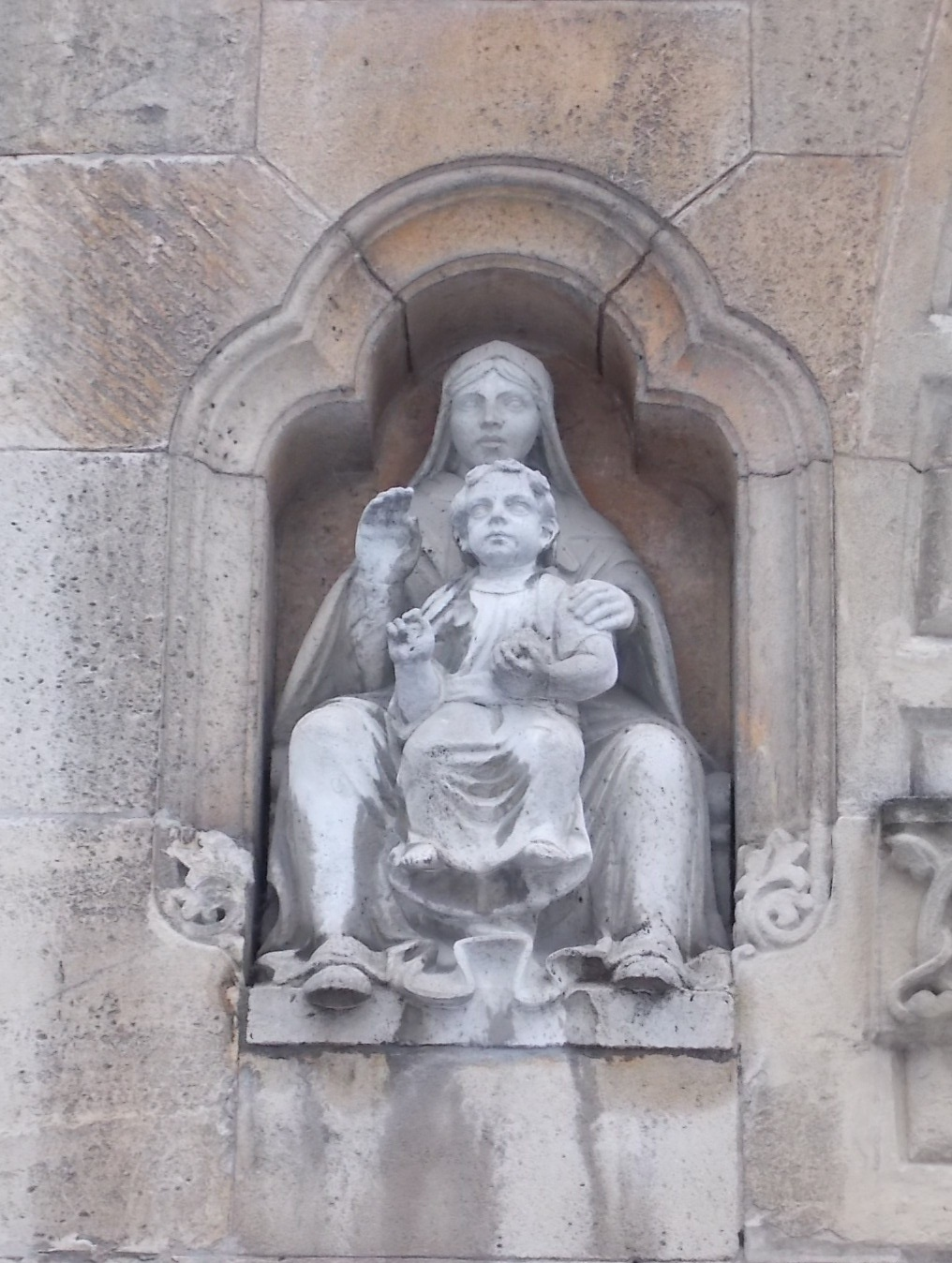
Madonna-szobor a Jáki kápolna homlokzatán

Bécsben tanult, Berlinben, Münchenben és Brüsszelben dolgozott. 1880-ban visszatért szülővárosába, majd Kassára költözött. Felvidéki templomok részére oltárképeket festett, szobrokat faragott. 1908-ban Budapesten, már a Képzőművészeti Főiskola tanáraként Jenő fiával a budapesti Városliget Vajdahunyad vára-beli Szent László Jáki kápolna homlokzatszobrait alkotta meg. 1882-ben Szegény legény a csárdában című gipszszobrát kiállították a Műcsarnokban.
Budapesten hunyt el, 1917. augusztus 8-án.